# Wulfila isolatus
Wulfila isolatus là một loài nhện trong họ Anyphaenidae.
Loài này thuộc chi Wulfila. Wulfila isolatus được Elizabeth Bangs Bryant miêu tả năm 1942.